# Barrio Huertos Familiares
El Barrio Huertos Familiares es un barrio residencial de la comuna chilena de San Pedro de la Paz, perteneciente al Gran Concepción.

## Ubicación
El barrio está emplazado en la extensión de terreno que va de la línea férrea a la ribera sur del río Bío-Bío, forma un rectángulo entre la Avenida Pedro Aguirre Cerda y la calle Enrique Soro, y las calles Los Pensamientos y Los Claveles; formando parte del Gran Concepción. Limita al norte con Villa Spring-Hill (calle Enrique Soro), al sur con la Villa San Pedro (Av. Pedro Aguirre Cerda), al este la Avenida Presidente Alessandri, de la cual nace el Puente Juan Pablo II; y al oeste con el Sector Candelaria (calle Las Garzas).

## Historia
La historia de «los Huertos» se remonta a la década de 1950, cuando se subdividieron estos terrenos para el establecimiento de huertos para cultivar hortalizas que suplieran la demanda de verduras de Concepión. 
En la década de 1990, y a medida que aumentaba la demanda de vivienda en Concepción, los Huertos vio nacer algunos condominios residenciales desarrollados por Inmobiliarias y otras agrupaciones, como el Colegio Médico, aprovechando el bajo precio de los terrenos y su relativa cercanía a la ciudad.
Actualmente en este barrio predominan los condominios y casas residenciales, aunque últimamente se están desarrollando algunos proyectos en altura. Paralelamente, se han ido instalando diversos servicios como almacenes, supermercados y colegios. Se caracteriza este sector por los llamados «Jardines» con venta de flores, plantas, árboles y arbustos. Ya desde este año 2010 se prohibió la edificación en altura, solo hasta cinco pisos.